# Райграс
Райграсът (Lolium) е род фуражни треви от семейство Житни (Poaceae).

## Видове
- Многооткосен (италиански) райграс – високодобивна, трайна (за около 2 – 3 години) трева за смески главно с червена детелина;
- Пасищен (английски) райграс – пасищна трева за зачимяване;
- Висок (френски) райграс – със слабо горчив вкус, използва за тревни смески.